# Teoria del reddito permanente
La teoria del reddito permanente è una teoria economica sviluppata da Milton Friedman per l'analisi delle relazioni tra redditi individuali e familiari e livello dei consumi.
L'economista definì il reddito permanente semplicemente come quel livello di reddito di lungo periodo il cui valore attuale è pari alla ricchezza della famiglia e del suo reddito futuro atteso. Tutte le altre variazioni del reddito si considerano transitorie.
C = bpYp + btYt  
Yp  = 1/n Σ (Y t)i      dove Σ rappresenta la sommatoria di i che varia da 1 a n 
C = bp μYt
Entrambe le formule del consumo “C” sono coerenti con la teoria di Friedman 
bp : rappresenta la propensione marginale al consumo relativa al reddito permanente ed assume un valore vicino a 1 
bt : rappresenta la propensione marginale al consumo relativa al reddito transitorio  ed assume un valore vicino a 0
Yp : rappresenta il reddito permanente, cioè una media del reddito che si è verificata negli ultimi anni.
Yt :  rappresenta i redditi transitori, corrente
Se si verificasse un aumento improvviso del reddito corrente “Yt”, il reddito permanente “Yp” aumenta di poco; affinché il reddito permanente aumenti i redditi correnti devono crescere per molti anni.
L'ipotesi di Friedman era quindi che il consumo dipendesse non solo dal reddito corrente, come previsto dalla semplice funzione keynesiana, ma anche da quello passato perché quest'ultimo aiuta gli individui a prevedere il reddito futuro.